# Francisco Marroquín

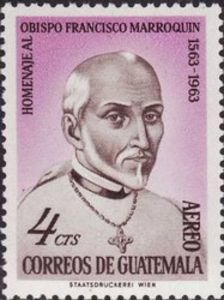
Francisco Marroquín

Francisco Marroquin Hurtado (* 1478 oder 1499 im Valle de Toranzo, Kantabrien, Spanien; † 18. April 1563 in Santiago de Guatemala, Guatemala) war der erste Bischof Guatemalas.

## Leben
Francisco Marroquín entstammte einer spanischen Adelsfamilie. Als Familiennamen nahm er den seiner Mutter Juana Ruiz Marroquín del Pimar an, da sie einen höheren sozialen Rang als der Vater Pedro del Valle hatte. Marroquín studierte Philosophie am Colegio Mayor in Burgo de Osma. Er heiratete früh und wurde Vater eines Sohnes (Alonso Marroquín). Nachdem seine Frau Francisca de Palacios gestorben war, schlug Marroquín die geistliche Laufbahn ein und wurde Priester. Im Jahr 1528 lernte er am spanischen Hof den Conquistador Pedro de Alvarado kennen, der vier Jahre zuvor Guatemala erobert hatte. Mit Alvarado, Juan de Zumárraga (erster Bischof von Mexiko) und Vasco de Quiroa (Bischof von Michoacán) reiste Marroquín nach Kuba, Mexiko und schließlich nach Guatemala, wo er, an Malaria erkrankt, im Jahr 1530 eintraf.
Am 11. April 1530 übernahm er die bereits wenige Jahre zuvor errichtete Holzkirche der damaligen Hauptstadt Santiago de Guatemala; zum Pfarrer wurde er am 3. Juni 1530 bestellt. Kurze Zeit danach ernannte ihn der spanische Erzbischof Zumárraga zum Generalvikar für Guatemala. Marroquín lernte mehrere Maya-Sprachen und schrieb eine verlorengegangene Grammatik der wichtigsten indigenen Sprachen (Arte para aprender los principales idiomas de Guatemala). Er begründete eine rudimentäre Volksschulbildung und schuf die Voraussetzungen für die Gründung des Colegio Mayor de Santo Tomás, aus dem später die Universidad de San Carlos de Guatemala hervorging. Zusammen mit dem Dominikaner Bartolomé de Las Casas und anderen verfolgte er alternative Wege bei der Missionierung der Maya.
Im Juli 1532 schlug ihn die spanische Königin zum Bischof von Guatemala vor, unter anderem mit der Begründung, dass er „Beschützer der Indianer“ (Protector de los Indios) sei. Nachdem Papst Paul III. am 18. Dezember 1534 den Vorschlag angenommen hatte, wurde Marroquín am 7. April 1537 in Mexiko zum ersten Bischof Guatemalas geweiht. Die Bischofsweihe spendete ihm Juan de Zumárraga OFM, Bischof von Mexiko; Mitkonsekrator war Juan López de Zárate, Bischof von Antequera (heute Oaxaca).

## San Juan del Obispo und Antigua Guatemala
Wenige Kilometer südlich der heutigen Stadt Antigua Guatemala kaufte Marroquín Land, baute dort eine Residenz und errichtete den Konvent San Juan del Obispo. Weite Teile seiner Ländereien schenkte er den unter dem Encomienda-System leidenden Maya. Nachdem im Jahr 1541 die damalige Hauptstadt durch eine Naturkatastrophe vernichtet worden war, leitete er persönlich den Wiederaufbau im benachbarten Panchoy-Tal und wurde somit Gründer von Antigua Guatemala. Im Jahr 1548 richtete er dort auch ein Krankenhaus und eine öffentliche Bibliothek ein. Sein Wirken für die indigene Bevölkerung machte ihn auch in den Jahren bis zu seinem Tode zu einem für seine Zeit außergewöhnlichen Kirchenmann.